# Дорон, Дина

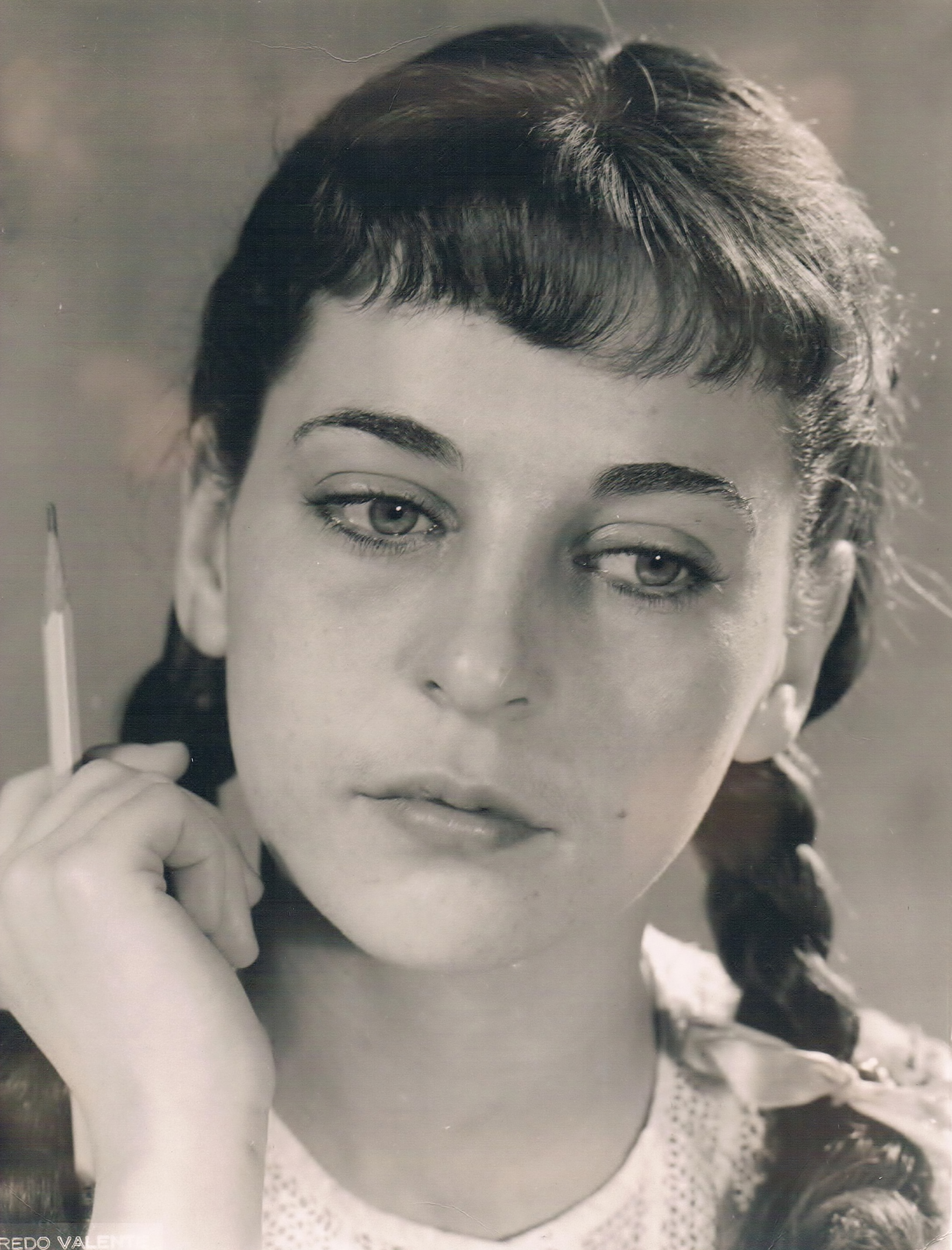
Дорон в роли Анны Франк в бродвейской постановке «Дневник Анны Франк», 1956 год.

Дина Пескин (ивр. דינה פסקין‎; род. 1930, Афула, Северный округ), известная также под псевдонимом Дина Дорон или Дина Доронн (ивр. דינה דורון‎) — израильская актриса

 театра и кино.

## Биография и карьера
Дина Дорон родилась в Афуле, Израиль, 15 марта 1940 года в семье Зивии и Эмануэля Пескин. Образование в области театра и танца Дина Дорон получила в Нью-Йорке, в школе Марты Грэм (англ. Martha Graham Center of Contemporary Dance). Её дебют как актрисы театра состоялся на Бродвее в роли Анны Франк в пьесе «Дневник Анны Франк». Свою актёрскую карьеру Дина Дорон продолжила снявшись в фильмах «Судьбоносный город» (англ. The Faithful City), «Стеклянная клетка» (англ. The Glass Cage), «Поздняя женитьба» (англ. Late Marriage) и «Повесть о любви и тьме» (англ. A Tale of Love and Darkness). В 2016 году Дина Дорон участвует в постановке мюзикла «Билли Эллиот» на сцене комплекса Cinema City Gelilot (Израиль, Рамат-ха-Шарон). Её роль — бабушка Билли Эллиота. В 2017 году Дорон озвучила маму Коко в еврейской версии «Тайна Коко» (англ. Coco) — полнометражный компьютерный анимационный музыкальный фильм 2017 года, созданный американской студией Pixar Animation Studios и выпущенный компанией Walt Disney Pictures. Дина Дорон участвовала в записи трека «Не забывай» (англ. Remember Me) на иврите. Затем Дина Дорон снимается в немецко-американский мини-сериале «Неортодоксальная» (англ. Unorthodox) по мотивам автобиографии Деборы Фельдман; сериал выходит на платформе Netflix 26 марта 2020 года.

## Личная жизнь
В 1964 году Дина Дорон вышла замуж за сербского кинопродюсера Илана Эльдада. У пары родилось двое детей, Дэн Эльдад и Рут Эльдад-Сейдне.

## Фильмография
- Верный город  — Анна
- Стеклянная клетка (1965) — Соня
- Моисей-законодатель (1973-74) — Иохаведа
- Иисус (1979) — Праведная Елисавета
- Новая медиа Библия: Книга начал (1979) — Сара
- Тысяча маленьких поцелуев (1981) — Рута
- Поздняя женитьба  (2001) — Люба
- Эскимосы в Галилее (2006) — Фанни
- Не шутите с Зоханом (2008) — мать Зохана
- Повесть о любви и тьме (2015) — бабушка Клаузнер
- Тайна Коко,  версия на иврите (2017) — мама Коко (озвучивание)
- Святая Земля (2017) — миссис Лапьер
- Неортодоксальная (2020) — бабушка Эсти («Бабби»)